# Fairlight, East Sussex
Fairlight är en ort och civil parish i Storbritannien.   Den ligger i grevskapet East Sussex och riksdelen England, i den sydöstra delen av landet, 90 km sydost om huvudstaden London. Fairlight ligger 64 meter över havet och antalet invånare är 1 548.
Terrängen runt Fairlight är platt. Havet är nära Fairlight åt sydost.  Närmaste större samhälle är Hastings, 6,4 km väster om Fairlight. 